# Jørpeland
Jørpeland ist eine Kleinstadt in der Kommune Strand in der Fylke (Provinz) Rogaland im Süden Norwegens. Jørpeland liegt ca. 20 km östlich von Stavanger und hat 7714 Einwohner (Stand: 1. Januar 2024). Die Stadt erhielt am 1. April 1998 den Stadtstatus und ist das Verwaltungszentrum der Kommune.

## Geographie
Jørpeland liegt in der Landschaft Ryfylke am Idsefjord, an der Mündung des Jørpelandsåna. Der Stadt im Idsefjord vorgelagert befinden sich die beiden unbewohnten Inseln Fjellsholmen und Jørpelandsholmen. Die höchste Erhebung im Stadtgebiet ist mit 520 Metern der Førlandsnuten. Die drei Seen Åsvatnet, Regnarvatnet und Svortingsvatnet sind die drei größten Seen in der unmittelbaren Umgebung der Stadt. Der Lysefjord liegt südöstlich von Jørpeland. 

## Sehenswürdigkeiten
Die alte Holz- und Möbelwarenfabrik Jørpeland Brug aus dem Jahr 1833, sowie die Felsritzungen von Solbakk, mit knapp 40 Schiffszeichnungen aus der Bronzezeit, zählen zu den Sehenswürdigkeiten im Ort. Der Lysefjord bietet mit dem Preikestolen und Kjerag ebenfalls ein Ziel für Touristen.

## Verkehr
Jørpeland liegt an der Reichsstraße 13, welche zu einer Nationalen Touristenroute ausgebaut wurde. In den Nachbarort Tau fahren Linienbusse. Nach Stavanger führt der Ende 2019 eröffnete Ryfylketunnel, zuvor fuhren zweimal täglich Expressschiffe. Alternativ kann man Stavanger auch über die Autofähre von Tau aus erreichen. Ebenso verfügt die Stadt über eine Stromtankstelle, an der Elektroautos geladen werden können.

## Söhne und Töchter der Stadt
- Silje Vige (* 1976), Sängerin
- Johnny Lodden (* 1985), Pokerspieler